# Waterford, Vermont
Waterford är en kommun (town) i Caledonia County i den amerikanska delstaten Vermont med 1 104 invånare (2000). 

## Kända personer från Waterford
- Jonathan Ross, politiker, senator 1899-1900